# 林恩宇
林恩宇（1981年3月25日—），外號「小雞」，台灣前職業棒球選手，現任中信兄弟二軍投手教練。自2005年加盟中華職棒的誠泰COBRAS後，連續兩年獲得多樣獎項，期間與隊友林英傑、許竹見成為球隊中的「誠泰三本柱」，2006年12月7日隨者林英傑的腳步，加盟日本職棒東北樂天金鷲。2009年12月24日回中華職棒參加選秀，2010年1月20日加入兄弟象，並於2014年12月3日起轉任教練。

## 生平
- 2001年，就讀國立體院三年級時，因隊上投手戴志遠車禍身亡，球隊缺乏投手，由教練建議改練投手，僅一年多就在2002年協會盃時獲得投手獎，首次以投手身分入選培訓隊，到荷蘭參加港口盃，到古巴參加世棒賽，成績斐然。
- 2005年（中華職棒16年）入選明星賽，獲得年度新人王、金手套獎、最佳十人、防禦率王、年度MVP。
- 2006年，獲選加入中華台北棒球代表隊（中華隊），參加美國職棒大聯盟舉辦的第一屆世界棒球經典賽，在第一組預賽的第一場對韓國代表隊投出的歷史性第一球被收藏在美國棒球名人堂中，成為第一位在美國棒球名人堂留下記錄的台灣球員。
- 2006年3月24日在新竹棒球場對戰興農牛隊投出1安打無四死球完封勝。
- 2006年7月28日在新竹球場對戰La New熊隊單場奪三振14次，追平中華職棒聯盟本土投手鴻欽記錄，及投手克萊柏（Kleber Ojima）的隊史記錄。
- 2006年7月，獲得中華職棒17年七月最有價值球員。
- 2006年9月14日在台中棒球場對戰興農牛隊，單場飆出12次三振，本季三振累計194次三振，打破中華職棒史上右投手單季最多三振紀錄原記錄為1993年黃平洋的184次三振。
- 2006年，以209次三振打破中華職棒單季最多三振記錄（原記錄為左投手林英傑的203次）。
- 2006年12月7日加盟日本職棒的東北樂天金鷲隊，球衣背號29號。
- 2009年11月2日遭東北樂天金鷲隊戰力外通知返國，於11月25日再度赴日參加戰力外測試選秀。
- 2009年12月24日表態回鍋中華職棒，兄弟象宣布放棄曹錦輝後成為選秀會象隊篤定選進的狀元。
- 2010年4月加盟兄弟象後僅先發兩場就因肩膀不適就醫，檢查後發現為右肩關節脣破裂需動手術治療，本季提前報銷且接受月薪折半處置。
- 2012年7月8日，開刀後歷經復健兩年多回到球場上，在天母棒球場對戰統一7-ELEVEn獅，主投五局無失分，4次奪三振2次四死，拿到傷後復出的首勝。
- 2014年12月3日，領隊李文彬證實其將接任中信兄弟二軍投手教練職務，暫時卸下球員身份，但若未來肩傷好轉仍不排除重回投手丘。
- 2016年5月9日，中信兄弟球團發布新聞稿，因一軍投手戰力不佳，廖剛池被調往中信兄弟二軍擔任牛棚教練，原職由原二軍牛棚教練林恩宇接手，新職務於5月10日生效。
- 2016年11月25日，中信兄弟球團發布新聞稿，原中信兄弟一軍牛棚教練林恩宇轉任二軍投手教練。

## 經歷
- 崇學國小少棒隊
- 建興國中青少棒隊
- 穀保家商青棒隊
- 國立體育學院（台灣啤酒棒球隊）
- 誠泰COBRAS隊代訓球員
- 中華職棒誠泰COBRAS（2005年－2006年）
- 日本職棒東北樂天金鷲（2007年－2009年）
- 中華職棒兄弟象 / 中信兄弟（2010年1月20日－2014年12月2日）
- 中華職棒中信兄弟教練
  - 二軍投手教練（2014年12月3日－2015年8月25日）
  - 牛棚教練（2015年8月26日－2015年12月15日）
  - 二軍投手教練（2015年12月16日－2016年5月9日）
  - 牛棚教練（2016年5月10日－2016年11月30日）
  - 二軍投手教練（2016年12月1日～2018年12月）
  - 一軍牛棚教練（2019年1月–2023年5月11日）
  - 二軍投手教練（2023年5月12日–）
  - 投手總監（2024年–）

## 獲獎記錄

### 中華職棒
- 新人王：2005年
- 勝投王：2006年
- 防禦率王：2005年、2006年
- 三振王：2006年
- 三冠王：2006年(史上第二位)
- 金手套獎：2005年（投手）
- 最佳十人獎：2005年、2006年（投手）
- 年度最有價值球員（MVP）：2005年、2006年
- 單月最有價值球員（MVP）：2005年5月、2006年7月

## 職棒生涯成績

### 中華職棒
- (粗黑體字為該年度最佳或最高成績)
- (粗紅體字為聯盟史上最佳或最高成績)

| 年度 | 球隊       | 出賽 | 先發 | 勝投 | 敗投 | 完投 | 完封 | 救援 | 中繼 | 奪三振 | 四死 | 投球局數 | 責失 | 防禦率 |
| ---- | ---------- | ---- | ---- | ---- | ---- | ---- | ---- | ---- | ---- | ------ | ---- | -------- | ---- | ------ |
| 2005 | 誠泰COBRAS | 31   | 21   | 12   | 8    | 9    | 4    | 4    | 0    | 152    | 35   | 167.2    | 32   | 1.72   |
| 2006 | 誠泰COBRAS | 31   | 28   | 17   | 8    | 5    | 3    | 2    | 0    | 209    | 43   | 202.2    | 39   | 1.73   |
| 2010 | 兄弟象     | 2    | 2    | 0    | 0    | 0    | 0    | 0    | 0    | 12     | 6    | 9.2      | 7    | 6.52   |
| 2012 | 兄弟象     | 1    | 1    | 1    | 0    | 0    | 0    | 0    | 0    | 4      | 2    | 5.0      | 0    | 0.00   |
| 2013 | 兄弟象     | 16   | 16   | 8    | 5    | 1    | 0    | 0    | 0    | 59     | 39   | 85.2     | 37   | 3.89   |
| 2014 | 中信兄弟   | 3    | 3    | 0    | 2    | 0    | 0    | 0    | 0    | 10     | 3    | 11.1     | 12   | 9.53   |
| 合計 | 6年        | 84   | 71   | 38   | 23   | 15   | 7    | 6    | 0    | 446    | 128  | 482.0    | 127  | 2.37   |

### 日本職棒
| 年度   | 球隊         | 出賽 | 局數 | 勝投 | 敗投 | 救援 | 完投 | 完封 | 三振 | 保送 | 責失 | 防禦率 |
| ------ | ------------ | ---- | ---- | ---- | ---- | ---- | ---- | ---- | ---- | ---- | ---- | ------ |
| 2007年 | 東北樂天金鷲 | 8    | 34.2 | 1    | 3    | 0    | 0    | 0    | 28   | 15   | 14   | 3.63   |

## 外部連結
- 林恩宇在台灣棒球維基館上的頁面（繁體中文）
- 林恩宇在日本職棒官網（英语）
- 林恩宇在中華職棒官網
- 林恩宇在Baseball-Reference.com（小聯盟以及海外聯盟）（英语）
- 林恩宇在The Baseball Cube（英语）
- 林恩宇在Olympics.com（英语）
- 林恩宇在Olympedia（英语）

| 前任： 林英傑 | 誠泰COBRAS開幕戰先發投手 2006年        | 繼任： 許竹見 |
| 前任： 林煜清 | 兄弟象開幕戰先發投手 2013年            | 繼任： 陳鴻文 |
| 前任： 林英傑 | 中華職棒明星賽明星紅隊先發投手 2006年  | 繼任： 廖于誠 |
| 獎項          |                                        |               |
| 前任： 石志偉 | 中華職棒年度新人王 2005年              | 繼任： 陳冠任 |
| 前任： 凱薩   | 中華職棒年度最有價值球員 2005年-2006年 | 繼任： 高國慶 |
| 前任： 戰玉飛 | 中華職棒勝投王 2006年                  | 繼任： 潘威倫 |
| 前任： 林英傑 | 中華職棒最佳十人投手 2005~2006年       | 繼任： 潘威倫 |
| 前任： 中込伸 | 中華職棒金手套獎(投手) 2005年          | 繼任： 潘威倫 |
| 前任： 林英傑 | 中華職棒三振王 2006年                  | 繼任： 喬伊   |
| 前任： 林英傑 | 中華職棒防禦率王 2005年~2006年         | 繼任： 彼得   |